# Деніель Паутер

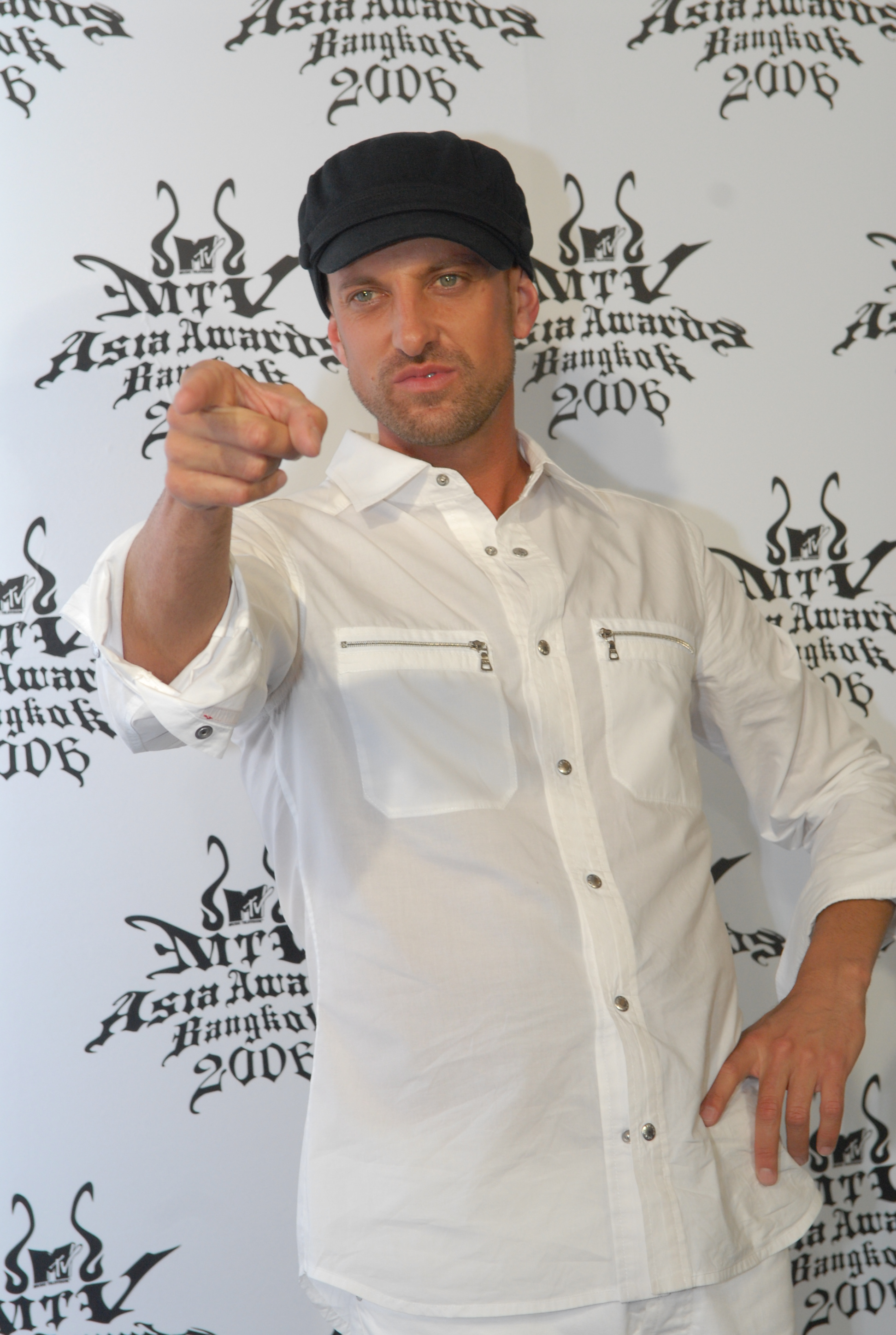
Паутер на церемонії MTV Asia Awards 2006, Бангкок, Таїланд

Деніел Паутер (англ. Daniel Powter ; 25 лютого 1971, Вернон ) - канадський співак, що став відомим завдяки суперхіту Bad Day.

## Біографія
Народився 25 лютого 1971 року в  Верноні ( Британська Колумбія, Канада ). В дитинстві грав на скрипці та піаніно.
Перший альбом Паутера "I'm Your Betty" вийшов у 2000 році обмеженим тиражем, включав 10 пісень і 2 з них — More Than I і Negative Fashion — з'явилися в телешоу Higher Ground.
Перший сингл Паутера «Bad Day» був вперше випущений в Європі в середині 2005 року, після чого вийшов його другий альбом Daniel Powter. Warner Bros. Records обрала сингл для комерційного просування всього альбому, а Coca-Cola пізніше обрала цю пісню темою своєї рекламної кампанії в Європі.
Пісня «Bad Day» досягла першого місця Billboard Hot 100 (5 тижнів № 1 у квітні-травні 2006 року), Adult Top 40 і Adult Contemporary, зробивши Паутера першим канадським співаком-солістом на вершині головного чарту США вперше після Bryan Adams, який у 1995 року лідирував з хітом Have You Ever Really Loved a Woman? ». Пісня також очолила хіт-парад у Канаді. Надалі повторити успіх Паутеру з іншими піснями не вдалося, жодна з них не досягла вершини чартів.
У 2006 році Паутер був названий Кращим новим артистом року ( New Artist of the Year ) і отримав канадську премію Juno Awards, а також був номінований за подібною номінацією Best International Breakthrough Act на премію BRIT Awards.
Пісня «Bad Day» була номінована у 2006 році на нагороду <i id="mwOQ">Billboard</i> Music Awards як Сингл року ( Hot 100 Single of the Year ), а також названа журналом Billboard Піснею 2006 року ( Song of the year ). У 2007 році був удостоєний номінації Grammy Awards у категорії Best Male Pop Vocal Performance.
У грудні 2009 року журнал Billboard назвав Д. Паутера виконавцем десятиліття за розрядом One-Hit Wonder, тобто таких виконавців, у яких другі хіти не піднялися вище 25-го місця в чарті після надуспішного першого синглу.

## Дискографія

### Альбоми

#### Студійні альбоми
- I'm Your Betty - 2000
- Daniel Powter (альбом) - 2005 (№ 9 в Billboard 200 ) [6]
- Under the Radar - 2008
- Turn on the Lights - 2012

#### Збірники
- B-Sides - 2007 [7]
- Best of Me - 2010 [8]

### Сингли
- « Bad Day » - 2005 (№ 1 у США та Ірландії; № 2 у Великобританії; № 3 в Австралії та Франції; № 7 у Канаді) [9]
- "Free Loop (One Night Stand)" - 2005 (№ 11 в Канаді)
- "Lie to Me" - 2006
- «Love You Lately» - 2006
- «Next Plane Home» - 2008
- «Best of Me» - 2009
- "Crazy All My Life" - 2013